# Bancha
Bancha (番茶) là một loại trà xanh của Nhật Bản. Nó được thu hoạch từ lần ra lá thứ hai của sencha vào giữa mùa hè và mùa thu. (Lần ra lá thứ nhất được thu hoạch cho shincha.)

## Bối cảnh
Phương pháp sản xuất gần giống như sencha, nhưng nguyên liệu là lá trà được thu hoạch sau mùa hè (trà thứ ba và thứ tư), lá trà khi cành được tạo hình để trồng trọt tiếp theo (bancha mùa đông) và quy trình sản xuất sencha. Lá khô lớn (senyanagi) được sử dụng. Bởi vì nó sử dụng lá trưởng thành thay vì lá non như sencha, nó có nhiều tanin hơn và ít caffeine hơn. Hương vị nhẹ nhàng và tươi mát, nhưng nó có chứa chất làm se. Tùy thuộc vào khu vực, có nơi mà thời kỳ thu hoạch và phương pháp sản xuất nguyên liệu được thay đổi. Lá trà được rang khô để mang lại hương vị thơm, và nó thường được uống như hojicha.